# Плаюрі (Алба)
Плаюрі (рум. Plaiuri) — село у повіті Алба в Румунії. Входить до складу комуни Піану.
Село розташоване на відстані 255 км на північний захід від Бухареста, 27 км на південь від Алба-Юлії, 104 км на південь від Клуж-Напоки.

## Населення
За даними перепису населення 2002 року у селі проживали 83 особи, усі — румуни. Усі жителі села рідною мовою назвали румунську.